# Franz-Benno Delonge
Franz-Benno Delonge (13 mai 1957 - 2 septembre 2007 ) était un auteur allemand de jeux de société.
Il était également juge et écrivain.

## Ludographie

### Seul auteur
- Big City, 1999, Goldsieber,
- Iron Road, 2001, Winsome Games
- Hellas, 2002, Kosmos / Tilsit / Rio Grande
- TransAmerica, 2002, Rio Grande / Winning Moves, Japan Boardgame Prize  débutants 2002, Mensa Select Mind Games  2003
- Zahltag, 2002, Ravensburger
- Dos Rios (Les deux rivières), 2004, Kosmos
- Goldbräu (Goldbrew), 2004, Zoch / Rio Grande
- Nah Dran!, 2004, Piatnik
- Fjorde, 2005, Hans im Glück / Rio Grande
- Manilla, 2005, Zoch
- TransEuropa, 2005, Rio Grande / Winning Moves, Spiel der Spiele  2005